# The Dream Master
The Dream Master (Maestrul viselor, 1966), publicat inițial ca o nuvelă intitulată He Who Shapes, este un roman științifico-fantastic al scriitorului american Roger Zelazny. Titlul inițial al lui Zelazny a fost The Ides of Octember. Nuvela a câștigat un premiu Nebula în 1966.

## Rezumat
Maestrul viselor are loc într-un viitor în care suprapopularea și tehnologia au creat o lume în care umanitatea se sufocă psihologic sub propria sa greutate în timp ce păstrează un relativ confort fizic. Aceasta este o lume de inovații psihoterapeutice, cum ar fi „terapia neuroparticipării” în care protagonistul, Charles Render, este specializat. În neuroparticipare, pacientul este legat de o simulare gigantică controlată direct de mintea analistului; analistul lucrează apoi cu pacientul pentru a construi vise - coșmaruri, împlinirea dorințelor etc. - care permit o perspectivă asupra nevrozelor pacientului și, în unele cazuri, posibilitatea unei intervenții directe. (De exemplu, un om care se scufundă într-o lume fantastică o vede complet distrusă de mâna lui Render și este astfel „vindecat” de obsesia sa față de aceasta. ) 
Render, lider în domeniul său, abordează un pacient cu o problemă neobișnuită. Eileen Shallot aspiră să devină ea însăși terapeut neuroparticipant, dar este oarecum împiedicată de orbirea sa congenitală. Neavând experiențe vizuale ca și pacienții ei, ar fi incapabilă să construiască visuri vizuale pentru ei; într-adevăr, propria dorință nevrotică de a vedea prin ochii pacienților ei ar putea să o împiedice să-i trateze eficient. Cu toate acestea, îi explică Render, dacă un terapeut neuroparticipant practicant este dispus să lucreze cu ea, el o poate expune la întreaga gamă de stimuli vizuali într-un mediu controlat. 
În ciuda simțului său mai bun și a sfaturilor colegilor, Render este de acord să continue împreună cu Eileen cu acest tratament. Dar pe măsură ce progresează, foamea de stimulare vizuală a lui Eileen continuă să crească și ea începe să își afirme voința împotriva lui Render, înlocuindu-l în propriile sale vise. 

## Alte produse media
În 1981, Zelazny a scris o schiță a unui film bazat pe Maestrul viselor, care a fost cumpărată de 20th Century Fox și ulterior a fost realizat filmul Dreamscape. Deoarece a scris doar schița, și nu scenariul, numele său nu a apărut pe genericul filmului. Afirmațiile că i s-a scos numele din generic sunt nefondate.

## Legături externe
- en  Istoria publicării lucrării The Dream Master la Internet Speculative Fiction Database

## Vezi și
- 1966 în științifico-fantastic